# Naea Bennett
Naea Bennett (8 de julio de 1977) es un exfutbolista francopolinesio que jugaba como delantero y actual entrenador del AS Pirae.

## Carrera

### Futbolista
Debutó en 1996 en el AS Vénus y jugó en dicho club hasta el 2002, año en el que fue transferido al AS Pirae. Se retiró en 2014.

#### Clubes
| Club     | País               | Año         |
| -------- | ------------------ | ----------- |
| AS Vénus | Polinesia Francesa | 1996 - 2002 |
| AS Pirae | Polinesia Francesa | 2002 - 2014 |

#### Selección nacional
Jugó la Copa Mundial de Fútbol Playa FIFA 2011, 2013 —donde fue premiado con el balón de bronce—, y fue subcampeón en las ediciones 2015 y 2017 representando a Tahití. 
Además, jugó 14 encuentros para la selección de fútbol, en los que convirtió 12 goles.

### Entrenador
En 2017 comenzó su carrera como entrenador al hacerse cargo del Pirae. En 2018 le fue ofrecido el cargo de entrenador de la selección tahitiana de manera interina de cara a dos amistosos ante Nueva Caledonia.